# Paragould
Paragould és una població dels Estats Units a l'estat d'Arkansas. Segons el cens del 2007 tenia 24.505 habitants.

## Demografia
Segons el cens del 2000, Paragould tenia 22.017 habitants, 8.941 habitatges, i 6.133 famílies. La densitat de població era de 275,9 habitants/km².
Per edats la població es repartia de la següent manera: un 24,8% tenia menys de 18 anys, un 9,6% entre 18 i 24, un 28% entre 25 i 44, un 21,7% de 45 a 60 i un 15,8% 65 anys o més.
L'edat mediana era de 36 anys. Per cada 100 dones de 18 o més anys hi havia 86,9 homes.
La renda mediana per habitatge era de 30.815 $ i la renda mediana per família de 39.431 $. Els homes tenien una renda mediana de 28.103 $ mentre que les dones 20.623 $. La renda per capita de la població era de 18.076 $. Entorn del 8,4% de les famílies i el 12% de la població estaven per davall del llindar de pobresa.

## Poblacions més properes
El següent diagrama mostra les poblacions més properes.